# کوتزه‌بیو (آلاسکا)
کوتزه‌بیو (به انگلیسی: Kotzebue) شهری در بخش نورث‌وست آرکتیک ایالت آلاسکا است که جمعیت آن در سرشماری سال ۲۰۰۰ میلادی ۳۰۸۲ نفر بوده‌است.